# Donald P. Pray
| (42073) Noreen       | 2. Januar 2001    |
| (71971) Lindaketcham | 26. November 2000 |
| (72432) Kimrobinson  | 14. Februar 2001  |

Donald P. Pray (* 1949) ist ein US-amerikanischer Amateurastronom und Asteroidenentdecker. Er ist am Carbuncle Hill Observatory in Greene, Rhode Island tätig.
Er entdeckte zwischen 2000 und 2001 insgesamt drei Asteroiden.
Der Asteroid (35364) Donaldpray wurde am 7. April 2005 nach ihm benannt.